# (21802) Svoreň
(21802) Svoreň – planetoida z pasa głównego asteroid okrążająca Słońce w ciągu 4 lat i 62 dni w średniej odległości 2,59 j.a. Została odkryta 6 października 1999 roku w obserwatorium astronomicznym Uniwersytet Komeńskiego w Modrej przez Leonarda Kornoša i Juraja Tótha. Nazwa planetoidy pochodzi od Jána Svoreňa (ur. 1949), astronoma Instytutu Astronomicznego Słowackiej Akademii Nauk, pracującego w Tatrzańskiej Łomnicy. Przed jej nadaniem planetoida nosiła oznaczenie tymczasowe (21802) 1999 TE6.